# Utricularia chrysantha
Utricularia chrysantha — вид рослин із родини пухирникових (Lentibulariaceae).

## Біоморфологічна характеристика

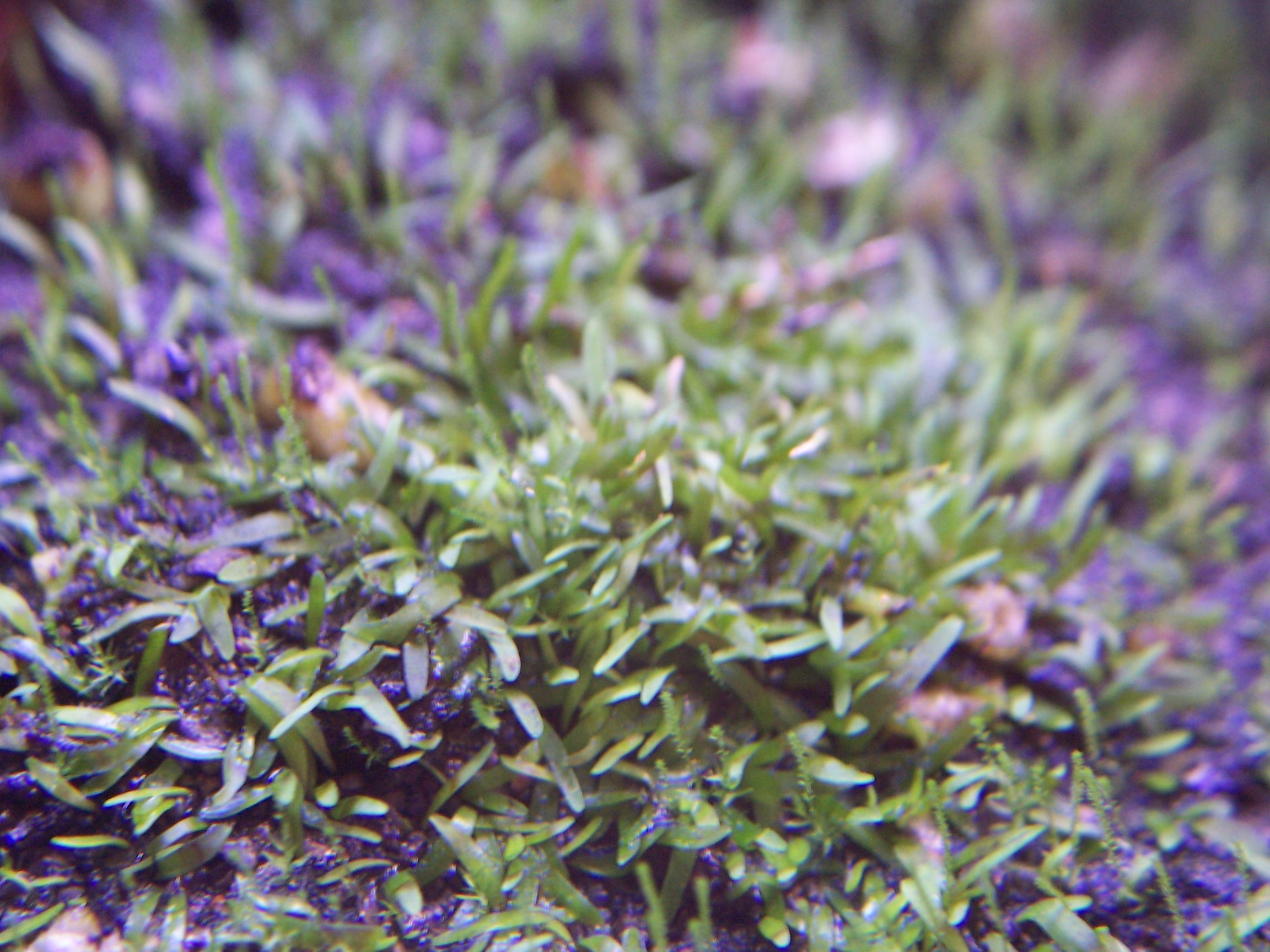
листки

Наземна однорічна трав'яниста рослина заввишки 5–40(60) см. Квітки жовті/жовто-оранжеві, у березні — жовтні. Квіти широко варіюється за кольором (найчастіше насичено-жовті, рідше рудувато-коричневі) і морфологією. Нижня губа віночка зазвичай має чотири чіткі частки. Верхня губа віночка зазвичай закруглена або злегка виїмчаста в центрі. Шпора досить пряма і загострена.

## Середовище проживання
Зростає на півночі Австралії (Квінсленд, Західна Австралія, Північна територія) й на півдні Нової Гвінеї (Папуа Нова Гвінея).
Населяє сезонні басейни, росте на узбережжях озер і струмків, а також на болотах (пісок або глинистий субстрат); на висотах від 0 до 300 метрів.

## Використання
Вид культивується ентузіастами роду; торгівля незначна.